# القضايا الأخيرة للآنسة ماربل
القضايا الأخيرة للآنسة ماربل، بالإنجليزية Miss Marple's Final Cases and Two Other Stories، هي مجموعة قصص قصيرة من تأليف اغاثا كريستي، نشرت لأول مرة في المملكة المتحدة من طرف كولينز كرايم كلوب في أكتوبر 1979، وقد كان هذا الكتاب آخر كتاب لكريستي ينشر من طرف كولينز كرايم كلوب.الكتاب لم يظهر في الولايات المتحدة إلا على شكل كتاب مسموع.

## المحتوى وملخص القصص[2]
احتوى الكتاب على 8 قصص، 6 منها من تحقيق الآنسة ماربل.

### مزحة غريبة (Strange Jest)
يأتي ادوارد وتشارميان، خطيبان على وشك الزواج، إلى الآنسة ماربل طالبين منها المساعدة، فكان لهما عم يحب المزاح كثيراً يدعى ماثيو، توفي منذ فترة، وقبل وفاته وعدهما بأن كل ثروته ستُقسم مناصفة بينهما، لكن بعد وفاته تبين أنه لم يترك أي شيء، مما أصابهما بخيبة أمل، وتذكرا أن عمهما كان دائماً يقول أنه لا يثق في البنوك وأحسن طريقة للحفاظ على الثروة هي شراء سبائك ذهب ودفنها. يذكر الخطيبان أنها حفرا في كل أرجاء المنزل، وفتشاه تفتيشاً دقيقاً أملاً في إيجاد ذلك الكنز المدفون لكن بلا فائدة. تذهب الآنسة ماربل إلى المنزل، ويُبدي الزوجان شكوكاً في قدراتها على إيجاد مكان تخبأة الثروة، لكنها تفاجئهما بإيجاد درج سري في مكتب عمهما، يحتوي على رسائل يبدو أنها رسائل غرامية. في البداية يظن الخطيبان أن عمهما أخفى الرسائل لأنه يعتبرها شيئاً خاصاً لا ينبغي لأحد الإطلاع عليه، ويهمان بالتخلص منها، لكن الآنسة ماربل تشير إلى أن شيء غريب لاحظته بخصوص تلك الرسائل، فالمغلفات تبدو قديمة لكن الرسائل نفسها تبدو جديدة. يتبين في الأخير أن الطوابع الملصقة على تلك الرسائل ذات قيمة مالية عالية جداً، وأن العم ماثيو قبل وفاته استعمل كامل ثروته في شرائها وهو نفسه من كتب تلك الرسائل. يبدي الخطيبان امتناناً كبيراً للآنسة ماربل فلولاها لكانا قد تخلصا من ثروتهما دون قصد.

### جريمة قتل بالمتر (Tape-Measure Murder)
تأتي الآنسة بوليت، خياطة القرية، إلى منزل السيدة سبينلو وهذا لتجرب الثوب الذي طلبت خياطته، لكنها تطرق الباب عدة مرات دون فائدة، وتستغرب لأن السيدة سبينلو هي نفسها طلبت منها الحضور في ذلك الموعد. بعد الدخول إلى المنزل يتم ايجاد السيدة سبينلو ميتة.تحوم الشبهات حول زوجها، السيد سبينلو الذي يبدو غير مبال بوفاة زوجته، لكن الآنسة ماربل تبدو غير مقتنعة بذلك، وتقرر مباشرة تحقيقاتها، وفعلا تكون الآنسة ماربل محقة، فيتبين أن السيدة سبينلو والآنسة بوليت عملتا في شبابهما كخادمتين في إحدى المنازل، وقعت فيه سرقة مجوهرات، تأكد الآنسة ماربل أن الخادمتين هما من قامتا بالسرقة، وتقاسمتا الغنيمة فيما بعد. كان حظ السيدة سبينلو جيدا إذ استغلت مالها بطريقة جيدة، عكس الآنسة بوليت التي ساءت أحوالها إلى أن أصبحت مجرد خياطة في قرية، فدفعتها الغيرة إلى قتل السيدة سبينلو.

### قضية وكيلة البيت (The Case of the Caretaker)
هاري، فتى طائش ومعروف بتصرفاته المتهورة لدى جميع سكان القرية، يقرر العودة بعد فترة غياب طويل والاستقرار في تلك القرية، رفقة زوجته الشابة الثرية لويز وقام الزوجان بشراء إحدى المنازل وتهديمه وإقامة منزل عصري مكانه.تتعرض لويز إلى مضايقات من امرأة عجوز تدعى مورتاغرويد ويوضح لها هاري أن تلك العجوز كانت تقيم في ذلك المنزل رفقة زوجها سابقا كحارسين ولعل سبب قيامها لذلك ارتباطها الشديد بالمنزل. بعد أيام تموت لويز إثر سقوطها من الحصان، ويؤكد شهود عيان أنهم رأوا امرأة تلوح للويز غاضبة بيديها، تتجه الأنظار نحو السيدة مورتاغرويد التي تفر إلى ليفربول، لكن الآنسة ماربل غير مقتنعة بأن وفاة لويز كان بسبب السقوط من الحصان، وتكون محقة، إذ يتبين أن وفاتها كانت نتيجة الإستروفانتين، ويتضح أن زوجها هاري هو من قام بحقنها بتلك المادة لقتلها، وهو نفسه من أعطى نقودا للسيدة مورتاغرويد حتى تقوم بإرعاب زوجته.

### المذبح (Sanctuary)
تدخل زوجة القس إلى الكنيسة، لتجد رجلا يحتضر بالقرب من الذبح وقد كان يشير إليه قائلا: «المذبح..» ثم بدا يتمتم باسم لم تستطع زوجة القس السيدة هارمون فهمه، ورغم وصول المساعدة الطبية لكن ذلك الرجل يفارق الحياة. تأتي امرأة تدعى السيدة ايكلس رفقة زوجها، وتقول أنها اخت الرجل المتوفى بيل، ويصران على أخذ معطف الرجل الذي كان يرتديه قبل وفاته. تشير تحقيقات الشرطة إلى أن الرجل قام بالانتحار، لكن السيدة هارمون تبدو غير مقتنعة بذلك، فلماذا جاء الرجل إلى بلدتهم بالذات وقرر الانتحار؟ وما سر تلك الكلمات التي قالها قبيل وفاته؟ ولماذا أصر الزوجان ايكلس على أخذ المعطف؟. تقرر السيدة هارمون طلب المساعدة من الآنسة ماربل لكشف الحقيقة.

### قضية الخادمة المثالية (The Case of the Perfect Maid)
تسمع الآنسة ماربل من خادمتها إدنا أن مستخدمة غلاديس، فتاة تعرفها الآنسة ماربل، قررت الاستغناء عنها، وقد فعلت ذلك لأنها تشك بأنها سارقة، فمنذ أيام ضاعت أحد دبابيس من أخت الآنسة سكينز وعندما أعلنت الآنسة سكينز أنها ستتصل بالشرطة عاد الدبوس ليظهر فجأة، تظن الآنسة سكينز أن غلاديس هي من قامت بالسرقة ثم أرجعت المجوهرة خوفا من الشرطة.تحاول الآنسة ماربل إقناع الآنسة سكينز بأن غلاديس لا يمكن أن تقدم على فعل شيء مماثل، لكن الآنسة سكينز تأبى وترفض بشكل قاطع العدول عن قرارها. بعد أيام تعلن الآنسة سكينز أنها نجحت في الحصول على خادمة ممتازة تدعى ماري لا مثيل لها، وهي تقوم بعلمها بإتقان تام. تثير تلك الخادمة استغراب الآنسة ماربل، وتكون شكوكها في محلها، إذ يستفيق سكان البناية التي تعيش فيها الأختان سكينز وقد تمت سرقة أغراضهم الثمينة، ولا يتم إيجاد أي أثر للخادمة ماري. تسوء الحالة الصحية لأخت الآنسة سكينز، فتلعن أنهما ستذهبان إلى لندن، في الوقت الذي تبدأ فيها الآنسة ماربل تقصي قضية الخادمة الهاربة.

### الآنسة ماربل تروي قصة (Miss Marple Tells a Story)
تقص الآنسة ماربل قصة على قريبها ديموند وزوجته جوان، ففي إحدى الأيام جاء السيد بيثيريك لزيارة الآنسة ماربل وطلب منها مساعدة صديقه الذي يدعى السيد رودس. يتضح أن السيد رودس كان يقيم مع زوجته في أحد الفنادق، يتم فيما بعد إيجاد زوجته ميتة، ولا أحد كان بإمكانه الدخول إلى غرفتها ما عدا زوجها السيد رودس وخادمة الفندق الذي أحضرت لها زجاجة ماء، لكن الغريب أن الخادمة تنفي بشكل قاطع ارتكابها للجريمة فلا شيء يدعوها لقتل نزيلة في الفندق، وكذلك السيد رودس، يقرر التحقيق أن الوفاة ارتكبها شخص مجهول، لكن شهود عيان يؤكدون أن لا أحد دخل أو خرج من تلك الغرفة باستثناء الخادمة، هذا يثير خوف السيد رودس من أن يتم اعتقاله عاجلا أم آجلا بتهمة قتل زوجته، تبدو القضية سهلة جدا للآنسة ماربل وتصل إلى حقيقتها بسهولة.

### دمية الخياطة (The Dressmaker's Doll)
تأتي السيدة فيلوز إلى مشغل الخياطة الذي تديره الآنسة كومب لتجرب ثوبا خيط لها، لكنها تبدي ملاحظة غريبة حول دمية موجودة في غرفة القياس وتنصحهما بالتخلص منها، والغريب أن كلا من الآنسة كومب أو سايبل، الخياطة، لا تعرفان من أين أتت تلك الدمية. تتطور الأمور شيئا فشيئا، إذ يتخيل للآنسة كومب وسايبل أن الدمية تغير مكانها، لكن تظننان أن ذلك مجرد مزحة سخيفة من إحدى عاملات المشغل، وتتفقان على وضعها في إحدى الغرف وإغلاق بابها بإحكام، والمفاجئة الكبرى تكون عند إيجاد تلك الدمية قد خرجت من الغرفة المغلقة.

### جريمة في المرآة (In a Glass Darkly)
يروي القصة شاب ذهب للإقامة في منزل صديقه نيل، وهناك يتعرف على أخته سيلفيا وخطيبها السيد كراولي، وبينما يغير ملابسه في غرفته استعدادا للعشاء، يلاحظ في المرآة انعكاسا لصورة رجل يقوم بخنق امرأة، ويحمل ذلك الرجل ندبا على وجهه، يلتفت الرجل فيتفاجئ بأنه لا يوجد شيء وراءه، ويعتقد أن ما رآه كان مجرد خيال، لكن المفاجئة الكبرى تكون عندما يرى أن تلك المرأة كانت نفسها سيلفيا وأن خطيبها السيد كراولي يحمل ندبا على وجهه، فيحتار بين إخبارها بما رآه أو الصمت لأنها ستظنه معتوها، ورغم ذلك يرى أن من واجبه حماية حياتها، فهي إن تزوجت السيد كراولي فسيكون مصيرها كما رآه في المرآة.

### حماقة غرينشو (Greenshaw's Folly)
أضاف ألكساندر أفغان هذه القصة لهذه المجموعة في الطبعات الجديدة، لذا هذه القصة توجد في هذه المجموعة فقط في الإصدارات الإنجليزية، وتوجد في مجموعات قصصية أخرى كـمغامرة كعكة العيد وقصص أخرى.

## الترجمات العربية
- القضايا الأخيرة للأنسة ماربل - مكتبة جرير.[3]
- القضايا الأخيرة للآنسة ماربل - دار الأجيال للنشر.[4]

حملت الترجمة العربية لدار الأجيال إضافة إلى القصص الـ 8، إضافات أخرى هي:
1. مقدمة للناشر وفيها تم ذكر منهج العمل والتحرير المتبع من طرف دار الأجيال في ترجمة أعمال الكاتبة أغاثا كريستي.
2. فقرة بعنوان «المؤلفة في سطور» وفيها تم ذكر نبذة عن حياة وأعمال أغاثا كريستي.
3. فصل تعريفي للآنسة ماربل، ويتضمن مخططا لقرية سانت ميري ميد التي عاشت فيها، ومعلومات عن مختلف مراحل حياتها، وقائمة الروايات والقصص التي ظهرت فيها حسب التسلسل الزمني.
4. سبق قصة «قضية وكيلة البيت» فقرة تحت عنوان «تنبيه وتحذير» وفيه يتم الإشارة إلى القارئ أن هذه القصة ستتطور فيما بعد إلى رواية منفصلة بذاتها تدعى «ليل لا ينتهي».

## ترجمات أخرى
- بعض القصص ترجمة ونشر بعنوان «المدبح» دار الحياة للنشر والتوزيع.[5]
- قام الاديب الراحل عمر عبد العزيز أمين بترجمة قصة مزحة غريبة (Strange Jest) ونشرت مع مجموعة قصص أخرى في المجموعة القصصية «وجه من الماضي» اصدرت من دار ميوزيك للطبع والنشر. وتحمل المجموعة الرقم (93) ضمن السلسلة.[6]
- مزحة غريبة (Strange Jest) منشورة مع مجموعة قصص بترجمة قام بها عبد المنعم جلال تحت عنوان «شبح من الماضي» مكتبة معروف، (الفصل الرابع، السبائك الذهبية).[7]
- الملاذ أو المذبح (Sanctuary) قام الاديب الراحل عمر عبد العزيز أمين بترجمة القصة تحت عنوان «المحراب» ونشرت مع مجموعة قصص أخرى في المجموعة القصصية «مغامرات بوارو» اصدرت من دار ميوزيك للطبع والنشر. وتحمل المجموعة الرقم (82) ضمن السلسلة.[8]

## روابط خارجية
- معلومات حول الكتاب في الموقع الرسمي لأغاثا كريستي (باللغة الإنجليزية).
- معلومات حول الكتاب في الموقع الرسمي لدار الأجيال (باللغة العربية).